# Aleksander Illi
Aleksander Illi (Vaimastvere, 22 dicembre 1912 – Saue, 25 gennaio 2000) è stato un cestista, allenatore di pallacanestro e dirigente sportivo estone.

## Carriera
Dal 1927-1936 ha militato nel Tartu NMKÜ, e nei due anni successivi nel Tartu EASK. Con l'Estonia ha preso parte alle Olimpiadi del 1936 (classificandosi al 9º posto) e agli Europei del 1937 (5º posto). Vanta 14 presenze con la propria Nazionale.
Ha allenato varie squadre in Estonia, ed è stato presidente della Federazione cestistica dell'Estonia dal 1945 al 1950.